# Grand Prix automobile d'Europe 1999
GP précédent GP suivant
Le Grand Prix automobile d'Europe 1999 (1999 Warsteiner Grand Prix of Europe), disputé sur le Nürburgring en Allemagne le 26 septembre 1999, est la 644e épreuve de l'histoire du championnat du monde de Formule 1 courue depuis 1950 et la quatorzième manche du championnat 1999.

## Qualifications
| Pos. | No | Pilote                | Équipe             | Temps          | Écart     |
| ---- | -- | --------------------- | ------------------ | -------------- | --------- |
| 1    | 8  | Heinz-Harald Frentzen | Jordan-Mugen-Honda | 1 min 19 s 910 |           |
| 2    | 2  | David Coulthard       | McLaren-Mercedes   | 1 min 20 s 176 | + 0 s 266 |
| 3    | 1  | Mika Häkkinen         | McLaren-Mercedes   | 1 min 20 s 376 | + 0 s 466 |
| 4    | 6  | Ralf Schumacher       | Williams-Supertec  | 1 min 20 s 444 | + 0 s 534 |
| 5    | 18 | Olivier Panis         | Prost-Peugeot      | 1 min 20 s 638 | + 0 s 728 |
| 6    | 9  | Giancarlo Fisichella  | Benetton-Playlife  | 1 min 20 s 718 | + 0 s 808 |
| 7    | 7  | Damon Hill            | Jordan-Mugen-Honda | 1 min 20 s 818 | + 0 s 908 |
| 8    | 22 | Jacques Villeneuve    | BAR-Supertec       | 1 min 20 s 825 | + 0 s 915 |
| 9    | 4  | Eddie Irvine          | Ferrari            | 1 min 20 s 842 | + 0 s 932 |
| 10   | 19 | Jarno Trulli          | Prost-Peugeot      | 1 min 20 s 965 | + 1 s 055 |
| 11   | 10 | Alexander Wurz        | Benetton-Playlife  | 1 min 21 s 144 | + 1 s 234 |
| 12   | 3  | Mika Salo             | Ferrari            | 1 min 21 s 314 | + 1 s 404 |
| 13   | 12 | Pedro Diniz           | Sauber-Petronas    | 1 min 21 s 345 | + 1 s 435 |
| 14   | 17 | Johnny Herbert        | Stewart-Ford       | 1 min 21 s 379 | + 1 s 469 |
| 15   | 16 | Rubens Barrichello    | Stewart-Ford       | 1 min 21 s 490 | + 1 s 580 |
| 16   | 11 | Jean Alesi            | Sauber-Petronas    | 1 min 21 s 634 | + 1 s 724 |
| 17   | 23 | Ricardo Zonta         | BAR-Supertec       | 1 min 22 s 267 | + 2 s 357 |
| 18   | 5  | Alessandro Zanardi    | Williams-Supertec  | 1 min 22 s 284 | + 2 s 374 |
| 19   | 20 | Luca Badoer           | Minardi-Ford       | 1 min 22 s 631 | + 2 s 721 |
| 20   | 20 | Marc Gené             | Minardi-Ford       | 1 min 22 s 760 | + 2 s 850 |
| 21   | 15 | Toranosuke Takagi     | Arrows             | 1 min 23 s 401 | + 3 s 491 |
| 22   | 14 | Pedro de la Rosa      | Arrows             | 1 min 23 s 698 | + 3 s 788 |

## Classement
| Pos. | No | Pilote                | Écurie             | Tours | Temps/Abandon                      | Grille | Points |
| ---- | -- | --------------------- | ------------------ | ----- | ---------------------------------- | ------ | ------ |
| 1    | 17 | Johnny Herbert        | Stewart-Ford       | 66    | 1 h 41 min 54 s 314 (177,044 km/h) | 14     | 10     |
| 2    | 19 | Jarno Trulli          | Prost-Peugeot      | 66    | + 22 s 619                         | 10     | 6      |
| 3    | 16 | Rubens Barrichello    | Stewart-Ford       | 66    | + 22 s 866                         | 15     | 4      |
| 4    | 6  | Ralf Schumacher       | Williams-Supertec  | 66    | + 39 s 508                         | 4      | 3      |
| 5    | 1  | Mika Häkkinen         | McLaren-Mercedes   | 66    | + 1 min 02 s 950                   | 3      | 2      |
| 6    | 21 | Marc Gené             | Minardi-Ford       | 66    | + 1 min 05 s 154                   | 20     | 1      |
| 7    | 4  | Eddie Irvine          | Ferrari            | 66    | + 1 min 06 s 683                   | 9      |        |
| 8    | 23 | Ricardo Zonta         | BAR-Supertec       | 65    | + 1 tour                           | 17     |        |
| 9    | 18 | Olivier Panis         | Prost-Peugeot      | 65    | + 1 tour                           | 5      |        |
| 10   | 22 | Jacques Villeneuve    | BAR-Supertec       | 61    | Embrayage                          | 8      |        |
| Abd. | 20 | Luca Badoer           | Minardi-Ford       | 53    | Transmission                       | 19     |        |
| Abd. | 14 | Pedro de la Rosa      | Arrows             | 52    | Boîte de vitesses                  | 22     |        |
| Abd. | 9  | Giancarlo Fisichella  | Benetton-Playlife  | 48    | Accident                           | 6      |        |
| Abd. | 3  | Mika Salo             | Ferrari            | 44    | Freins                             | 12     |        |
| Abd. | 15 | Toranosuke Takagi     | Arrows             | 42    | Accident                           | 21     |        |
| Abd. | 2  | David Coulthard       | McLaren-Mercedes   | 37    | Accident                           | 2      |        |
| Abd. | 11 | Jean Alesi            | Sauber-Petronas    | 35    | Arbre de transmission              | 16     |        |
| Abd. | 8  | Heinz-Harald Frentzen | Jordan-Mugen-Honda | 32    | Panne électrique                   | 1      |        |
| Abd. | 5  | Alessandro Zanardi    | Williams-Supertec  | 10    | Collision                          | 18     |        |
| Abd. | 7  | Damon Hill            | Jordan-Mugen-Honda | 0     | Panne électrique                   | 7      |        |
| Abd. | 10 | Alexander Wurz        | Benetton-Playlife  | 0     | Collision                          | 11     |        |
| Abd. | 12 | Pedro Diniz           | Sauber-Petronas    | 0     | Collision                          | 13     |        |

## Pole position et record du tour
- Pole position :  Heinz-Harald Frentzen (Jordan-Mugen-Honda) en 1 min 19 s 910 (vitesse moyenne : 205,251 km/h).
- Meilleur tour en course :  Mika Häkkinen (McLaren-Mercedes) en 1 min 21 s 282 au 64e tour (vitesse moyenne : 201,786 km/h).

## Tours en tête
- Heinz-Harald Frentzen (Jordan-Mugen-Honda) : 32 tours (1-32)
- David Coulthard (McLaren-Mercedes) : 5 tours (33-37)
- Ralf Schumacher (Williams-Supertec) : 8 tours (38-44 / 49)
- Giancarlo Fisichella (Benetton-Playlife) : 4 tours (45-48)
- Johnny Herbert (Stewart-Ford) : 17 tours (50-66)[1]

## Statistiques
- 3e et dernière victoire pour Johnny Herbert.
- 1re et unique victoire pour l'écurie Stewart.
- 1er podium pour Jarno Trulli.
- 3e et dernier podium pour Prost Grand Prix.
- La course est neutralisée du 1er au 6e tour à cause de l'accident de Pedro Diniz.